# وباء

وباء أو مرض وبائي (الجمع: أوبئة) هو انتشار مفاجئ وسريع لمرض في رقعة جغرافية ما فوق معدلاته المعتادة في المنطقة المعنية. من الأمثلة على الأوبئة وباء الموت الأسود خلال العصور الوسطى. وفي العصر الحديث انتشار مرض سارس وإنفلونزا الطيور وفيروس كورونا. ويسمى وباء مرضٍ ما بين الحيوانات سوافاً.
و ينتج الوباء عن سبب محدد ليس موجوداً في المجتمع المصاب، وذلك في مقابل المتوطن، حيث يكون السبب المحدد موجوداً في المجتمع 

## التصنيف العلمي

### الأمراض الوبائية
- جدري الماء
- التهاب الكبد الوبائي
- حمى التيفوئيد
- الكوليرا
- السل
- الحمى الشوكية
- السعال الديكي
- السارس
- الحمى المالطية
- الثالول
- الحصبة
- الإنفلونزا
- كورونا

### الأمراض غير المعدية
- السكري
- السرطان

## أوبئة مشهورة عبر التاريخ
وباء الطاعون الذي اجتاح أوروبا في القرون الوسطى وادى إلى مقتل ثلث سكانها
وباء الإنفلونزا الأسبانية عام 1918 التي ادت إلى مقتل 25 مليون من سكان العالم
وباء السارس الذي انتشر عالميا وأودى بحياة 774 شخص في عام 2003 